# Can't Get you Out of My Head (sèrie de televisió)
Can't Get You Out of My Head: An Emotional History of the Modern World és una sèrie de televisió documental de la BBC de sis capítols creada per Adam Curtis. Va ser emés a BBC iPlayer l'11 de febrer de 2021.

## Sinopsi
El documental explora i enllaça diversos temes com l'individualisme, teories de conspiració, els mites nacionals, l'imperialisme americà, la història de la Xina, la intel·ligència artificial i en definitiva, com la tecnologia ha passat a ser d'una oportunitat per alliberar a la societat a ser un el fracàs. Com a resultat, tenim una societat que desconfia d'institucions, governs i fins i tot desconfiem de nosaltres mateixos.
Curtis mostra com la falta de visió col·lectiva i d'ideologies coherents han crear una espècie de buit i com els individus i la societat han quedat atrapats en cicles de consum, entreteniment i distracció. Curtis utilitza imatges d'arxiu, narració, i una banda sonora envolvent per examinar com aquest buit, ha contruibuït a sentiments d'incertesa, apatia i desesperança, fent-nos vulnerables davant de la tecnologia. Aquest documental és una meditació complexa sobre com la societat és controlada i manipulada a través d'algoritmes que incideixen en les emocions i sentiments per modelar els pensaments i les accions, condicionant les nostres vides actuals.

## Inicis
Originalment titulat What Is It That Is Coming?, la sèrie es va inspirar en l'auge del populisme al 2016. Curtis volia investigar per què els crítics de Donald Trump i el Brexit no van poder oferir una visió alternativa de futur i per què aquestes circumstàncies sociopolítiques continuaven més enllà dels punts de ruptura ètics.

## Capítols
1 "Bloodshed on Wolf Mountain"
L'episodi analitza els esdeveniments culturals que van conduir a les revolucions dels anys 60: el fracàs dels britànics per desfer-se dels seus sentiments de supremacia arran de la caiguda de l'Imperi Britànic, la crisi política a la Xina arran del Gran Salt Endavant, els inicis del Discordianisme i l'auge del pensament conspiratiu als Estats Units. El tema comú que uneix el capítol és l'augment de l'individualisme impulsat pels desitjos d'emancipació. El títol del capítol està extret de la pel·lícula xinesa Blood on Wolf Mountain, en la qual va aparèixer Jiang Qing, acreditat com a Lan Ping.
2. "Shooting and F**king Are the Same Thing"
L'exploració continuada de les revolucions dels anys 60 i 70 des dels punts de vista de Michael X, Jiang Qing, Afeni Shakur i la Fracció de l'Exèrcit Roig, i com van fracassar les seves missions revolucionàries. El títol del capítol és una cita atribuïda a Andreas Baader mentre es trobava en un camp d'entrenament militar de Fatah a Jordània.
3. "Money Changes Everything"
Un collage d'històries dels primers anys de la globalització neoliberal, sobre com la societat creu que els sistemes són estables i autocorrectius, i com els experiments socials  utòpics han frustrat les nostres expectatives. A mesura que el carbó va donar pas al petroli, el poder organitzador dels miners va passar als estats productors de petroli, i aquests van donar poder als banquers que prestaven petrodòlars permetent a la Xina redirigir la seva economia cap a la producció de béns de consum barats. Els científics van començar a entendre el funcionament del context global, mentre que els emigrants soviètics als Estats Units estaven decebuts per una societat que es movia per diners.
4. "But What If the People Are Stupid
La idea emergent als anys 70 d'un món sense fronteres va despertar a les organitzacions no governamentals (ONG) l' obligació de canviar el món, perquè com diu Curtis, "els polítics d'esquerra i de dreta s'havien corromput pel poder i el nacionalisme mesquí". Una sèrie de conseqüències no desitjades derivades de: l'enviament d'ajuda humanitària a Etiòpia l'any 1984; la repressió dels manifestants del Partit Comunista Xinès; el nacionalisme ressorgit a Rússia i als Balcans després de la ruptura de l'URSS i Iugoslàvia; va manifestar una disminució de la fe en la política per part dels votants d'Occident que va portar als polítics a afavorir  a les grans empreses.
5. "The Lordly Ones"
Aquest episodi segueix l'excepcionalisme britànic i nord-americà, des dels seus orígens a principis del segle xx. S'enfoca com una manera d'evitar el passat de l'esclavitud, el comerç d'esclaus i les guerres de l'opi, fins a com aquests van influir en el racisme antinegre i antiasiàtic, així com les polítiques de canvi de règim a tot el món, especialment a l'Iraq. Curtis argumenta que la població nord-americana podria ignorar les conseqüències de la guerra de l'Iraq en part, a causa del consum d'opioides amb recepta, perquè la Xina va respondre a la crisi financera asiàtica de 1997 comprant el deute dels EUA permetent així un subministrament ininterromput de béns de consum de baix cost.
6. "Are We Pigeon? Or Are We Dancer?"
El capítol final, lliga tots els conceptes de la sèrie plantejant com hem arribat fins aquí i reflexionant sobre com el futur i les possibles solucions. Curtis argumenta que és necessari construir narratives amb un propòsit i visió de futur compartit. Planteja que el camí pel canvi requereix d'una revisió de les creences, valors i expectatives com a societat. Fa repensar sobre les idees de progrés i llibertat en un futur i com poden ser els diferents escenaris d'aquest futur.